# Mit livs eventyr
 Denne artikel omhandler filmen. For H.C. Andersens bog af samme navn, se Mit Livs Eventyr.
Mit livs eventyr er en film instrueret af Jørgen Roos efter manuskript af samme.

## Handling
En mosaik af stillbilleder, rekonstruktioner og levende billeder, der sammenlagt fortæller om H.C. Andersens liv, på en konventionel måde. H.C. Andersens liv, fra han bliver født den 2. april 1805, til han udnævnes til æresborger i sin fødeby Odense, levendegøres gennem en dokumentarisk skildring på grundlag af det meget store materiale af tegninger, malerier og fotografier af digteren, hans egne tegninger og papirklip og ting fra hans tilværelse.